# Staatssozialversicherungsfondsvorstand am Sozialschutz- und Arbeitsministerium Litauens

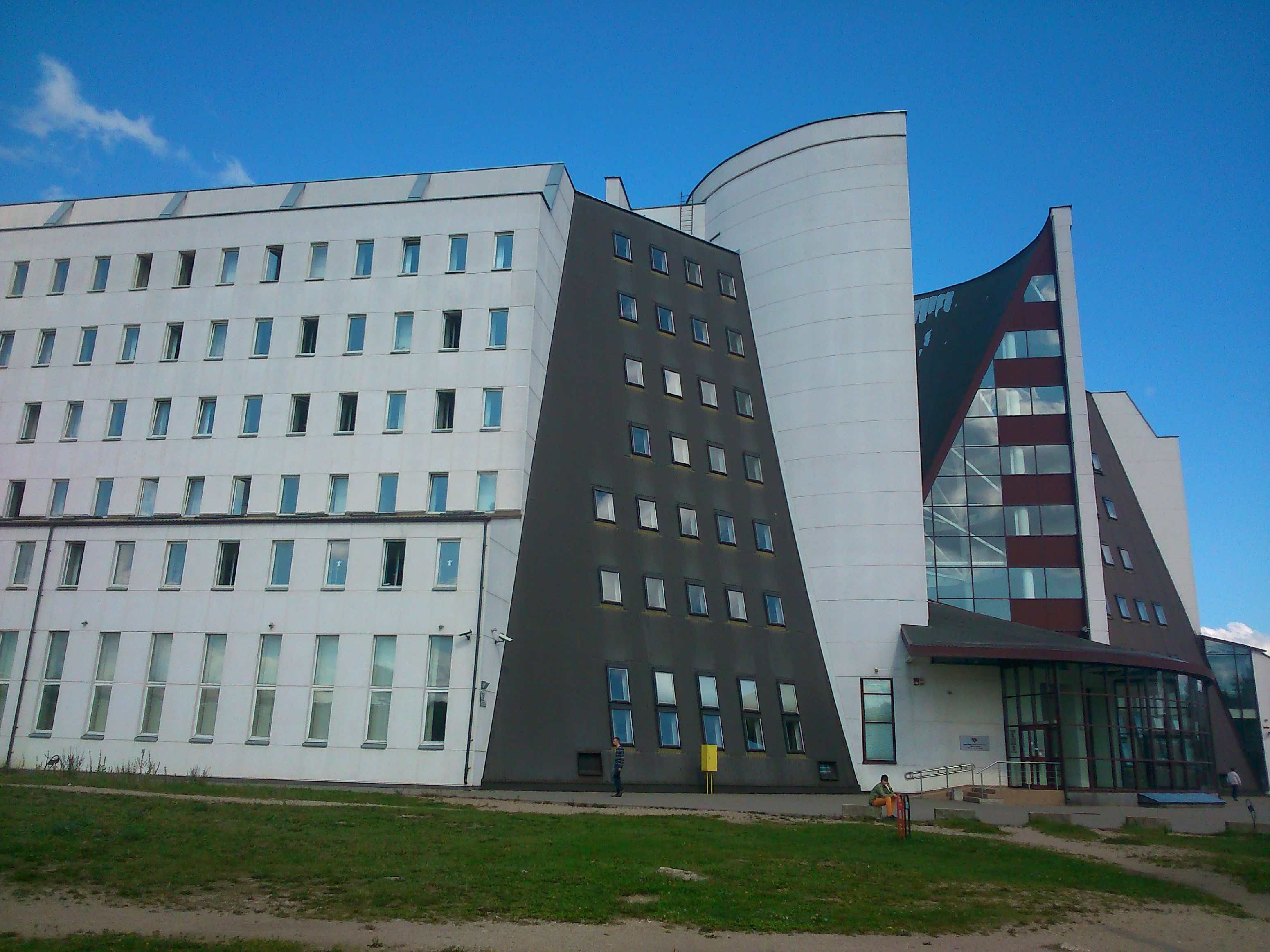
Filiale Vilnius von SoDra

Der Staatssozialversicherungsfondsvorstand am Sozialschutz- und Arbeitsministerium Litauens (Valstybinio socialinio draudimo fondo valdyba prie Socialinės apsaugos ir darbo ministerijos, kurz genannt „SoDra“, VSDFV) ist eine staatliche Anstalt für Verwaltung des Sozialversicherungsfonds von Litauen, der Form nach eine „Staatsbudgetantstalt“ (valstybės biudžetinė įstaiga). Die Adresse ist Konstitucijos pr. 12, LT-09308 Vilnius. Die Filiale Vilnius befindet sich unter Laisvės prospektas 28 (LT-04540 Vilnius) in Karoliniškės.

## Haushalt
2023 werden die Einnahmen (6,652 Mrd. Euro) die Ausgaben um fast 236 Millionen Euro übersteigen. Die Rücklage mit Investitionen und sonstigen Vermögenswerten bildet 1 Milliarde und 605 Millionen Euro. Der größte Teil der Ausgaben von Sodra 2023 sind die Ausgaben für Sozialversicherungsrenten (4 Milliarden und 911 Millionen Euro, d. h. etwa 13 Prozent mehr als 2022). Knapp 477 Millionen werden für Leistungen der Mutterschaft-Sozialversicherung bereitgestellt, d. h. 68 Millionen Euro (oder 16,6 % mehr als 2022).

## Leitung
- 2003–2009: Mindaugas Mikaila (* 1957)
- Seit 2019: Julita Varanauskienė